# Symphonie no 9 de Mozart
Pour les articles homonymes, voir Symphonie no 9, K73 et K75.
La Symphonie no 9 en do majeur, KV 73/75a, a été écrite par Wolfgang Amadeus Mozart à une date incertaine. La date la plus probable de sa composition semble être la fin de 1769 ou le début de 1770 lors des premiers jours du premier voyage de Mozart en Italie, même si certains musicologues l'ont datée plus tard : « probablement pas avant le début de l'été 1772 ». Elle a peut-être été commencée à Salzbourg, avant le début de cette première tournée en Italie et achevée au cours du voyage. La symphonie est en quatre mouvements et est la première de Mozart dans la tonalité de do majeur. On ne sait pas si elle a été exécutée lors d'un des nombreux concerts donnés en Italie par Mozart. La partition autographe est conservée dans la Bibliothèque Jagellonne à Cracovie.

## Instrumentation
| Instrumentation de la symphonie no 9 en do majeur                   |
| Cordes                                                              |
| Premiers violons, seconds violons, altos, violoncelles contrebasses |
| Bois                                                                |
| 2 flûtes, 2 hautbois, 1 basson                                      |
| Cuivres                                                             |
| 2 cors en ut 2 trompettes en ut                                     |
| Percussions                                                         |
| Timbales (en ut et sol)                                             |

## Structure
La symphonie comprend quatre mouvements :
1. Allegro, en ut majeur, à , 105 mesures - partition
2. Andante, en fa majeur, à 
, 51 mesures, 2 sections répétées deux fois (1 à 21 et 22 à 51) - partition
3. Menuetto et trio, en ut majeur (trio en fa majeur), à 
, 24 + 20 mesures - partition
4. Molto allegro, en ut majeur, à 
, 176 mesures - partition

Durée : environ 12 minutes
Introduction de l'Allegro :
La lecture audio n'est pas prise en charge dans votre navigateur. Vous pouvez télécharger le fichier audio.
Introduction de l'Andante :
La lecture audio n'est pas prise en charge dans votre navigateur. Vous pouvez télécharger le fichier audio.
Première reprise du Menuetto :
La lecture audio n'est pas prise en charge dans votre navigateur. Vous pouvez télécharger le fichier audio.
Première reprise du Trio :
La lecture audio n'est pas prise en charge dans votre navigateur. Vous pouvez télécharger le fichier audio.
Introduction du Molto allegro :
La lecture audio n'est pas prise en charge dans votre navigateur. Vous pouvez télécharger le fichier audio.